# Pyrestes pascoei
Pyrestes pascoei là một loài bọ cánh cứng trong họ Cerambycidae.